# Himno Nacional (República Dominicana)
Himno Nacional é o hino nacional da República Dominicana. A letra foi escrita por Emilio Prud'homme (1856-1932) e a música composta por Jose Rufino Reyes Siancas (1835-1905). A primeira apresentação do Quisqueyanos Valientes foi em 17 de agosto de 1883 em Masonic Lodge "Esperanza No.9" (em português, "Esperança No. 9").
A música teve sucesso instantâneo, mas a letra original era questionada por diversos eruditos dominicanos, por possuir vários erros. Em 1897 Emilio Prud'homme sugeriu uma versão corrigida, que permanece até hoje.
Com a nova letra aprovada pela maioria, o presidente Ulises Heureaux (1846-1899) enviou a música e a letra para o Congresso Dominicano de forma a adotar o Quisqueyanos Valientes como o Hino Nacional Oficial, mas ele foi assassinado em 1899. A desordem política nos anos seguintes impediram a oficialização do hino
Himno Nacional foi adotado como hino oficial da República Dominicana em 1934.

## Letra oficial (em espanhol)
I
Quisqueyanos valientes, alcemos
Nuestro canto con viva emoción,
Y del mundo a la Paz ostentemos
Nuestro invicto glorioso pendón.
¡Salve el pueblo que intrépido y fuerte,
A la guerra a morir se lanzó
Cuando en bélico reto de muerte
Sus cadenas de esclavo rompió.
Ningun pueblo ser libre merece
Si es esclavo indolente y servil;
Si en su pecho la llama no crece
Que templó el heroismo viril.
Mas Quisqueya la indómita y brava
Siempre altiva la frente alzará:
Que si fuere mil veces esclava
Otras tantas ser libre sabrá.
II
Que si dolo y ardid la expusieron
de un intruso señor al desdén,
¡Las Carreras ! ¡Beller!... campos fueron
que cubiertos de gloria se ven.
Que en la cima de heroíco baluarte,
de los libres el verbo encarnó,
donde el genio de Sánchez y Duarte
a ser libre o morir enseñó.
Y si pudo inconsulto caudillo
de esas glorias el brillo empañar,
de la guerra se vió en Capotillo
la bandera de fuego ondear.
Y el incendio que atónito deja
de Castilla al soberbio león,
de las playas gloriosas le aleja
donde flota el cruzado pendón.
III
Compatriotas, mostremos erguida
nuestra frente, orgullosos de hoy más;
que Quisqueya será destruida
pero sierva de nuevo, jamás.
Que es santuario de amor cada pecho
do la patria se siente vivir;
Y es su escudo invencible, el derecho;
Y es su lema: ser libre o morir.
Libertad que aún se yergue serena
La victoria en su carro triunfal.
Y el clarín de la guerra aún resuena
Pregonando su gloria inmortal.
¡Libertad! Que los ecos se agiten
Mientras llenos de noble ansiedad
Nuestros campos de gloria repiten
¡Libertad! ¡Libertad! ¡Libertad!

## Em Português
Quisqueyanos valentes, alcemos
Nosso canto com viva emoção,
E do mundo a Paz ostentemos
Nosso invicto glorioso pendão,
Salve o povo que intrépido e forte
À guerra a morrer se lançou
Quando em bélico desafio de morte
Suas correntes rompeu.
Nenhum povo ser livre merece
Se é escravo indolente e servil,
Se em seu peito a chama não cresce
Que temperou o heroísmo viril.
Mas Quisqueya indômita e brava
Sempre altiva a frente alçará,
Que fosse mil vezes escrava,
Outras tantas ser livre saberá.